# Kaliphora madagascariensis
Kaliphora madagascariensis är en tvåhjärtbladig växtart som beskrevs av Joseph Dalton Hooker. Kaliphora madagascariensis ingår i släktet Kaliphora och familjen Montiniaceae. Inga underarter finns listade i Catalogue of Life.